# XXIV Corpo de Exército (Alemanha)
O XXIV Corpo de Exército foi um Corpo de Campo da Alemanha em serviço durante a Segunda Guerra Mundial. Foi formado originalmente em 1938 do Generalkommando der Grenztruppen Saarpfalz. Participou da Campanha da França, sendo reorganizado num corpo motorizado em Novembro de 1941.
Foi redesignado XXIV Corpo Panzer em 21 de Junho de 1942.

## Comandantes
- General der Pionere Walter Kuntze   (1 Setembro 1939 - 14 Fevereiro 1940)[2]
- General der Panzertruppen Leo Freiherr Geyr von Schweppenburg   (14 Fevereiro 1940 - 7 Janeiro 1942)
- General der Panzertruppen Willibald Freiherr von Langermann und Erlencamp   (7 Janeiro 1942 - 21 Junho 1942)

## Área de Operações
- Frente Ocidental (Setembro 1939 - Junho 1941)
- Frente Oriental, Setor Central  (Junho 1941 - Junho 1942)

## Membros Notáveis
Albrecht Mertz von Quirnheim (Ativo na resistência contra Hitler e executado após o fracasso do golpe de 20 de Julho)

## Serviço de Guerra
| Data        | Exército           | Grupo de Exército | Lugar                                |
| ----------- | ------------------ | ----------------- | ------------------------------------ |
| Setembro 39 | 1º Exército        | C                 | Saarpfalz                            |
| Janeiro 40  | 1º Exército        | C                 | Saarpfalz, Ostfrankreich             |
| Novembro 40 | 2º Exército        | C                 | Heimat                               |
| Janeiro 41  | 2º Exército        | C                 | Heimat                               |
| Abril 41    | 11º Exército       | C                 | Heimat                               |
| Maio 41     | 4º Exército        | B                 | Polônia, Brest-Litowsk               |
| Junho 41    | 2º Panzergruppe    | Mitte             | Minsk, Smolensk, Kiew, Brjansk, Tula |
| Janeiro 42  | 2º Exército Panzer | Mitte             | Brjansk                              |
| Maio 42     | Auffrischung       | Mitte             |                                      |
| Junho 42    | 4º Exército Panzer | Süd               | Belgorod, Don                        |

## Ordem de Batalha
1 de Setembro de 1939
- 6ª Divisão de Infantaria
- 9ª Divisão de Infantaria
- 36ª Divisão de Infantaria

16 de Junho de 1940
- 60ª Divisão de Infantaria
- 252ª Divisão de Infantaria
- 168ª Divisão de Infantaria

3 de Setembro de 1941
- 3ª Divisão Panzer
- 3ª Divisão Panzer
- 10ª Divisão de Infantaria Motorizada

2 de Janeiro de 1942
- Gruppe Eberbach (com parte da 10ª Divisão de Infantaria Motorizada)
- Gruppe Usinger

14 de Junho de 1942
- Parte da 82ª Divisão de Infantaria
- 9ª Divisão Panzer
- 3ª Divisão de Infantaria Motorizada

24 de Junho de 1942
- 377ª Divisão de Infantaria
- 9ª Divisão Panzer
- 3ª Divisão de Infantaria Motorizada